# Bom Retiro (distrito de São Paulo)
Bom Retiro é um distrito situado na região central do município de São Paulo. Trata-se de uma região essencialmente comercial, com áreas industriais e residenciais.
O distrito é atendido pelas linhas 1–Azul e 4–Amarela do Metrô de São Paulo, além das linhas 7–Rubi, 11–Coral e 13–Jade (Expresso Aeroporto) do Trem Metropolitano de São Paulo.

## Formação
No século XIX era um bairro formado por chácaras e sítios que eram usados como retiros de fim de semana pela população abastada da cidade. O Bom Retiro era considerado uma região importante no passado, quando as estações da São Paulo Railway e da Estrada de Ferro Sorocabana, junto à época com o único parque público da cidade, o Jardim da Luz, faziam parte de belos e elegantes pontos de chegada e partida de viajantes, notadamente abastados fazendeiros de café que tinham suas majestosas residências na capital.

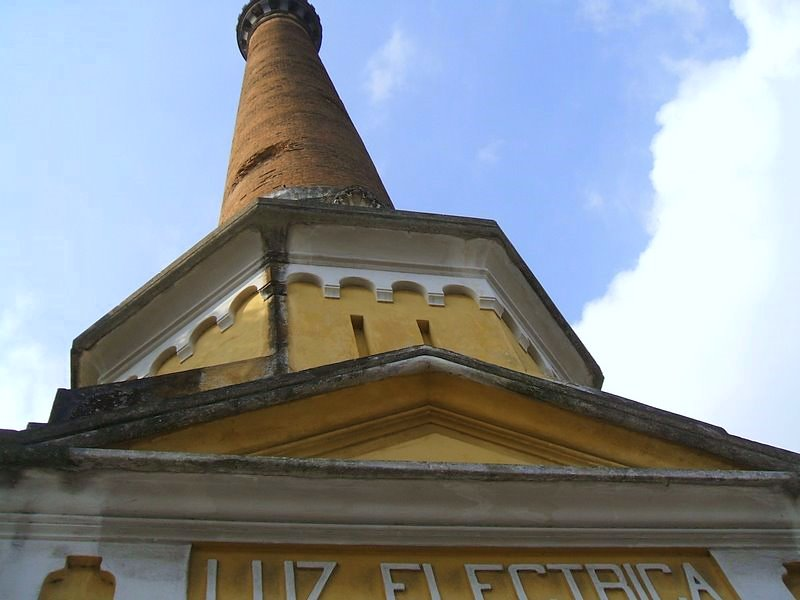
Chaminé da Luz é um dos vestígios de uma das primeiras usinas termelétricas da cidade

Essa função de lazer começou a mudar quando da instalação de olarias na região sendo a mais importante a Olaria Manfred de 1860. O Bom Retiro abrigou também o primeiro prédio no Brasil destinado à instalação de uma linha de montagem de automóveis, com a inauguração da fábrica da Ford do Brasil na Rua Solon em 1921. Esse prédio, que ainda existe, foi a sede da filial brasileira da Ford até 1953, quando esta mudou-se para uma fábrica maior construída no bairro da Vila Prudente.
Mais tarde, tornou-se um local de concentração industrial, quando viu, na década de 1960 essas indústrias pouco a pouco cederem seu espaço a um ativo comércio de roupas e moda, mesclado com pequenas indústrias de confecção e tecelagem. À época, o bairro já era um polo que concentrava comerciantes judeus e sírio-libaneses, os quais mais tarde migrariam para outros bairros mais distantes do centro.

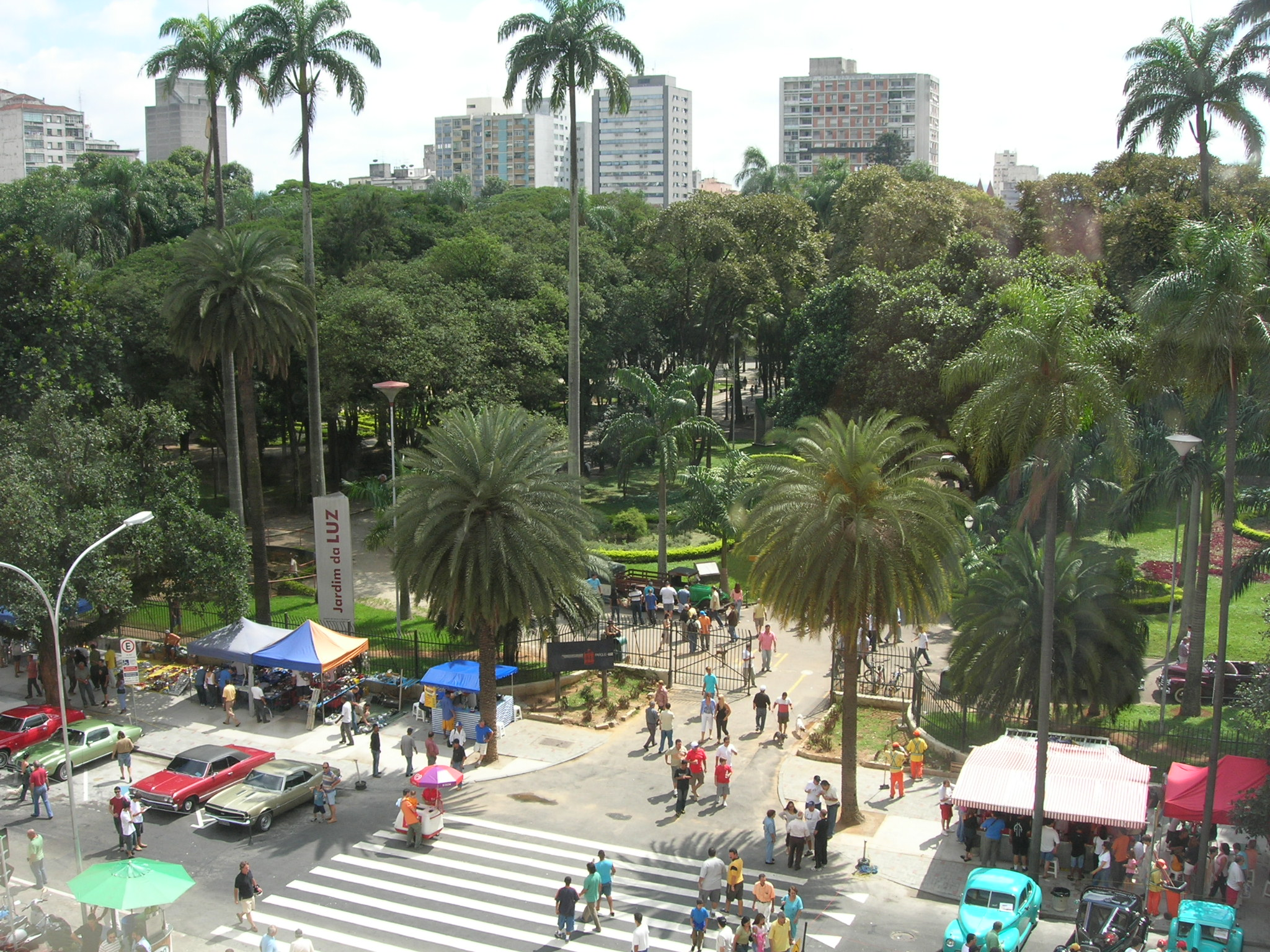
Parque da Luz

Possuidor de uma importante herança patrimonial e cultural da cidade, o Bom Retiro abriga a Pinacoteca do Estado de São Paulo, o Museu de Arte Sacra de São Paulo, o Museu da Língua Portuguesa (dentro da Estação da Luz), a Estação Pinacoteca (no antigo DOPS) e o Centro de Estudos Musicais - Tom Jobim.  Próximo ao distrito, a Estação Júlio Prestes foi restaurada e atualmente abriga a Sala São Paulo, sede da Orquestra Sinfônica do Estado de São Paulo (OSESP). O antigo solar que pertenceu ao Marquês de Três Rios, Joaquim Egídio de Sousa Aranha, em sua Chácara "Bom Retiro" e mais tarde, abrigando a Escola Politécnica da USP hoje abrigando a FATEC e a ETESP.
O Jardim da Luz é o mais antigo parque da cidade e é uma das poucas áreas verdes de sua região central.
Atualmente o distrito possui muitos moradores de baixa renda, principalmente de moradias coletivas (cortiços). É o segundo reduto asiático da cidade, sendo conhecido como a "Liberdade" dos coreanos, que controlam dois terços do comércio e da indústria de roupas da região. Imigrantes bolivianos também marcam forte presença nesse ramo, trabalhando e sendo donos de confecções na região, embora haja diversas controvérsias relacionadas ao regime e condições de trabalho, considerado por diversos críticos como "trabalho análogo à escravidão".

## Demografia
Segundo estimativa do IBGE (Instituto Brasileiro de Geografia e Estatística), dados de 2022, Bom Retiro tem uma população total de 33.520 habitantes.
Evolução demográfica do distrito do Bom Retiro
Segundo o Censo 2010 a população do Bom Retiro está composta por: brancos (53,0%), pardos (26,8%), amarelos (15,2%), pretos (4,6%) e indígenas (0,4%). Do total de residentes, 53% são do sexo feminino e 47% são do sexo masculino.

### Indicadores sociais
Os Indicadores sociodemográficos do censo de 2000 apontam um Índice de Desenvolvimento Humano (IDH) elevado de 0,864 que o coloca na 42ª posição entre os distritos do município.
IDH's do ano 2000
- IDH - médio: 0,864
- IDH - renda: 0,854
- IDH - longevidade: 0,825
- IDH - educação: 0,913

A média da idade do Bom Retiro é 40,6 anos. Em se tratando de níveis sociais, na população do distrito há um predomínio da Classe C em pesquisa feita no ano de 2008 pela Folha de S.Paulo. 
| Classe A | 2 %  |
| Classe B | 28 % |
| Classe C | 53 % |
| Classe D | 16 % |
| Classe E | 1 %  |

### Religião
Multicultural, o distrito possui templos de diferentes religiões, derivadas das diferentes ondas migratórias presentes no bairro.
De acordo com o caderno especial DNA Paulistano realizado pelo jornal Folha de S.Paulo no ano de 2008, a população do Bom Retiro está composta por: católicos (61%), evangélicos (13%), pessoas sem religião (9%) e outras religiões (17%).

## Uso do solo

### Residencial
O uso residencial é mesclado aos usos comercial e industrial em toda área, geralmente de padrão médio, mas com muitos moradores vivendo em residências de baixo padrão, na região também é comum residências e edifícios residenciais com comércios no térreo e também casas e sobrados de origem operária. No ano de 2000, a maior parte da população do distrito residia em apartamentos.

### Comercial e industrial
Tanto o comércio quanto a atividade industrial são ligados principalmente aos setores de confecções e tecelagem. O distrito do Bom Retiro contribuía no ano 2000 com 3,64% dos empregos industriais da cidade, sendo o 5º lugar nessa atividade.

## Infraestrutura

### Transportes
Possui atualmente duas estações de metrô, Tiradentes e Armênia, ambas da Linha 1-Azul, assim como a famosa Estação da Luz de trens. O distrito é atendido pela Linha 1 do Metrô e pelas linhas 7, 11 e 13 (Expresso Aeroporto) do Trem Metropolitano. Também é atendido pela Linha 4 do Metrô, embora a Estação Luz esteja fora do distrito.
As principais vias de acesso ao distrito são: Avenida Presidente Castelo Branco (Marginal Tietê), Avenida Rudge, Avenida Marquês de São Vicente, Avenida Tiradentes, Avenida Cruzeiro do Sul, Avenida do Estado e Avenida Santos Dumont. Outros importantes logradouros são: Rua João Teodoro, Rua Anhaia, Rua Ribeiro de Lima, Rua Pedro Vicente, Rua Correia de Melo, Rua São Caetano, Rua Três Rios e Rua José Paulino.

### Segurança
O distrito é sede de diversos órgãos de segurança do município de São Paulo, como: Quartel do Comando Geral da Polícia Militar do Estado de São Paulo, Corregedoria da Polícia Militar do Estado de São Paulo, 2º Batalhão de Polícia de Choque (PMESP) e Departamento de Investigações sobre Narcóticos.
Segundo estatísticas, de 2007-2009 o distrito uma taxa de 70 homicídios por 100 mil habitantes entre homens de 15 a 44 anos, 25º entre os 96 distritos do município.

### Educação e cultura
De acordo com o Atlas do Trabalho e Desenvolvimento de São Paulo distrito possui um elevado IDH de educação do município, em sua extensão abriga diversos institutos de educação e colégios tradicionais. O distrito ainda abriga importantes museus e centro culturais como: o Museu da Língua Portuguesa, a Pinacoteca do Estado, a Estação Pinacoteca e a Oficina Cultural Oswald de Andrade.

## Localização geográfica

### Limites
- Norte: Rio Tietê e Ponte Governador Orestes Quércia
- Leste: Avenida Cruzeiro do Sul e Avenida do Estado
- Sul: Rua Mauá/Via férrea do Trem Metropolitano (Linhas 7 e 11)
- Oeste: Via férrea do Trem Metropolitano (Linha 8), Viaduto Engenheiro Orlando Murgel, Avenida Rudge e Ponte da Casa Verde (início)

### Distritos limítrofes
- Santana (Norte)
- Pari (Leste)
- Brás (Sudeste)
- Sé e República (Sul)
- Santa Cecília e Barra Funda (Oeste)